# Prunus samydoides
Prunus samydoides — вид квіткових рослин з родини трояндових (Rosaceae). Ареал охоплює такі країни: Мексика (Ідальго, Пуебла, Керетаро, Сан-Луїс-Потосі, Веракрус).

## Середовище
Цей вид є відносно частим елементом у вологих лісах Quercus та субтропічних/тропічних вологих гірських лісах. Він є поширеним видом, якому сприяють порушення, і зустрічається в рудеральній та вторинній рослинності. Він росте на висотах від 500 до 1650 м над рівнем моря.

## Морфологічна характеристика
Це великий кущ заввишки 3–4 метри заввишки або невелике дерево 8(12) метрів.

## Використання
Prunus samydoides використовується в традиційній медицині в Уастека-Потосіна.